# 山口茂
山口 茂（やまぐち しげる、1924年（大正13年）1月5日 - 2000年（平成12年）12月2日）は、日本の政治家。茨城県笠間市長（4期）。

## 来歴
茨城県西茨城郡笠間町（現・笠間市）出身。茨城県立笠間農業学校（現・茨城県立笠間高等学校）卒。戦後、笠間町農業委員、市制施行により市農業委員長、1960年から笠間市議会議員を3期務め、1968年笠間市長榎並栄の死去による笠間市長選挙に立候補し、初当選。市長を4期務める。同年市観光協会会長、市土地開発公社理事長のほか、笠間市農業協同組合長、笠間土地改良区理事長、茨城県国保連合会理事長、茨城県市長会副会長などを務めた。
市長就任当初、笠間市は財政再建団体に指定され、指定解除が最大の急務だった。そこで行政改革を打ち出し、一期目で指定解除を実現させた。次に市の開発に力を入れ、学校や中央公民館、市体育館などの公共施設や道路網を整備した。さらに産業の振興のため、農地整備や工場を誘致させた。
藍綬褒章、茨城県知事表彰、日本赤十字社金色有功章、全国市長会表彰、全国農業共済協会表彰などを受けた。
1984年に市長を退任。2000年死去。